# Armeniska mattor

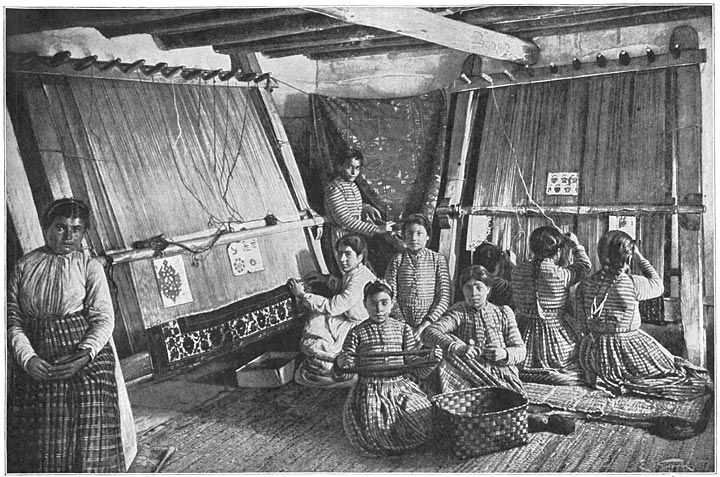
Vävateljé i Van i dåvarande Osmanska riket 1907.

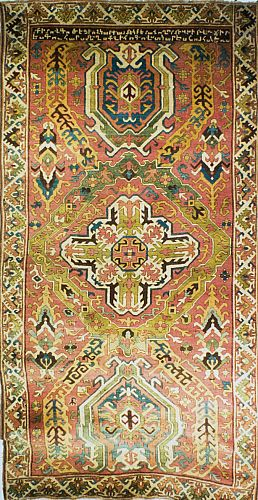
Matta, signerad av Gohar i Nagorno-Karabach, 1700.

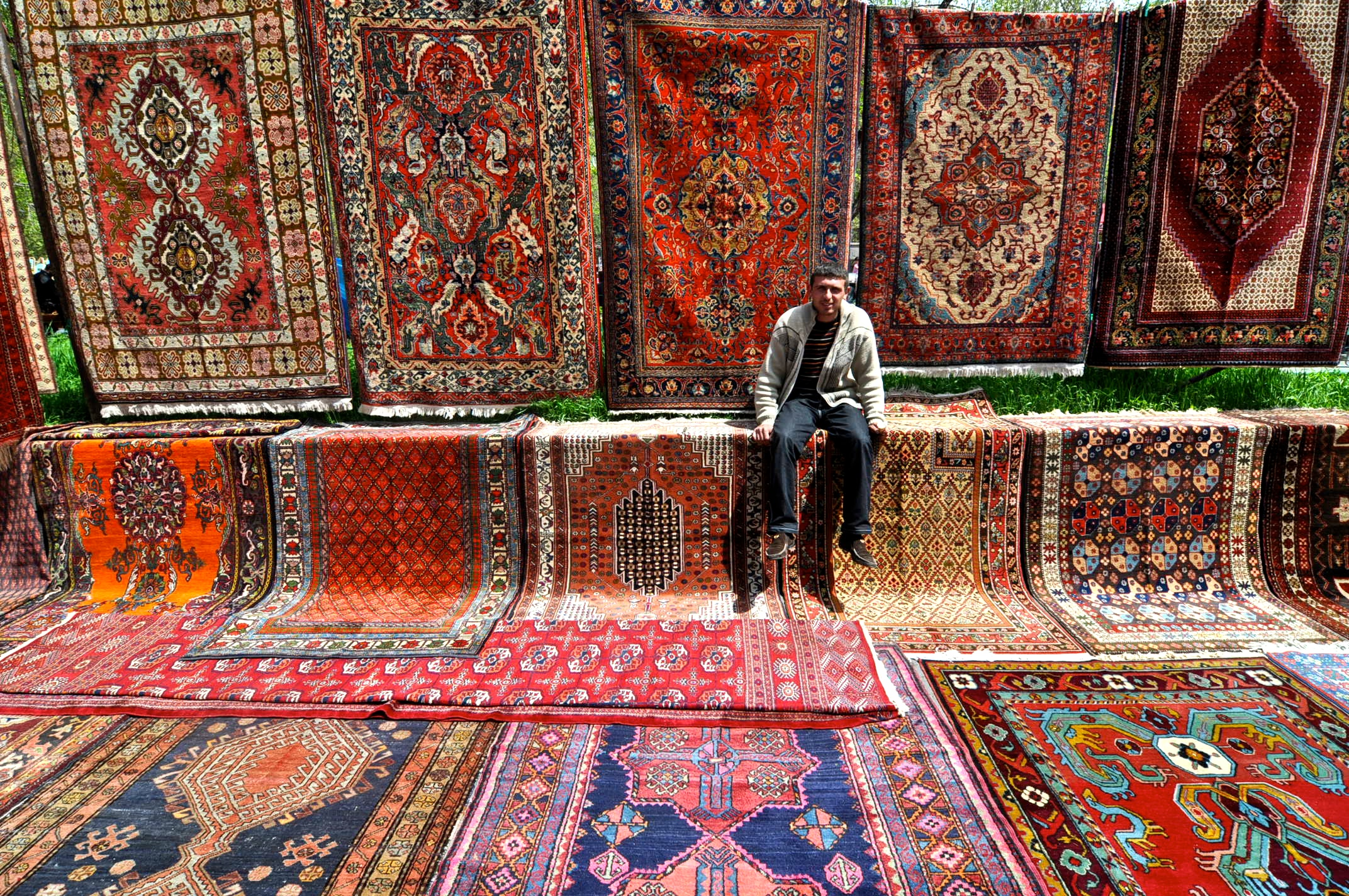
Mattor på Vernissage-marknaden i Jerevan.

Armeniska mattor avser mattor som över historien har tillverkats av etniska armenier.

## Äldre historik
Rester av mattor från mellan 1300 och 800 år före Kristus har hittats på begravningsplatsen i byn Artik, varav en påminner om en så kallad Dzjedzjimmatta med en svastika som symboliserar vatten och en orm. Motiven känns igen från olika slags senare armenisk konst från medeltiden, inom arkitektur, smyckeskonst, keramik, mattvävning och bonader. I Karmir Blur i Jerevan har återfunnits nystan av färgat garn och olika typer av ylletextilier från 700-talet och 600-talet före Kristus. I Karmir Blur hittades också en mattstump av lin, som daterats till 600-talet före Kristus, samt en rest av en handknuten matta. Det är också bekant att Sargon II, som var kung av Assyrien år 722—705 före Kristus, stal mönstrade textilier och linklädesplagg vid plundringen av templet i Musasir. I en inskrift om Sargon från 714 före Kristus nämns 130 flerfärgade klädesplagg, linkläder samt särskilt ett stort antal får, vilka alla hade plundrats i Urartu.
Historiken Herodotos (485—425 före Kristus) berättade om att "invånarna i Kaukasus färgade ullen med olika växter, vilka fungerade för färgning, som de använde för att tillverka vävnader som hade mönster som aldrig förlorade sina färger och sin lyster …".
Arabiska historiker har noterat att på 780-talet efter Kristus togs en mattskatt ut i Armenien. Den bulgariske khanen Krum plundrade i början av 800-talet armeniska invånare i Adrianopel på ett stort antal armeniska mattor.

## 1800- och 1900-talen
Under andra hälften av 1800-talet och fram till 1915 exporterades armeniska mattor i stor skala från det Osmanska riket, Persien och Transkaukasus i Ryssland. I västra Armenien (nu östra Turkiet) byggdes anläggningar för att föda upp silkesmaskar samt ateljéer för mattvävning. År 1902 fanns det 2000 vävstolar med armeniska vävare och vävmästare bara i Kesaria med omgivning. Silket i silkesmattor kom från armenier i Bursa, ullen från Kjurin. Mattorna som såldes till Europa och USA kom främst från västra Armenien. 
Första världskriget och det armeniska folkmordet i Turkiet bröt ned den armeniska mattindustrin, då dåvarande Västra Armenien rensades på sin armeniska befolkning.

## Mönster
En vanlig mönsterform i klassiska armeniska mattor från Lori och Artsachi avbildar en medaljong i mitten av fältet, vilken representerar solen som källa för livet, omgiven av himmelska fåglar, som dess härolder. Solen kan också vara representerad av ett böjt kors.
Andra armeniska mattor från Lori, Gugark, Kapan och Vaspurakan har mönster med vapen, pilar, svärd och lansar som symboler för försvar mot onda andar, ungefär som kors var symboler för tro. Mönster innefattade också drakar som symbol för vakt över vatten, livets träd som symbol för familjen och blommor som symbol för fertilitet. S-tecknet användes inom alla områden för armenisk konst. Andra symboler som användes var horn eller huvuden av baggar, dessa anses vara ett totem för fertilitet och rikedom. Hornen i olika geometriska former och färger användes rikligt och dominerar både äldre och nutida armeniska mattor.

## Antika mattor
Ett drygt hundratal antika armeniska mattor från 1200-talet till 1700-talet finns bevarade på museer i bland andra Wien, Berlin, London, New York, Leningrad och Istanbul.
Den äldsta bevarade mattan är från 1202 och skapades i byn Banants (numera Bayan) i Gandzak men finns numera i Wien. Den har ett mönster med palmetter, rosetter, kors och duvor samt tre band med rosetter och liljor. På ett av de smala banden finns en text på armeniska som anger platsen och tidpunkten för när mattan tillverkades.  

## Bildgalleri

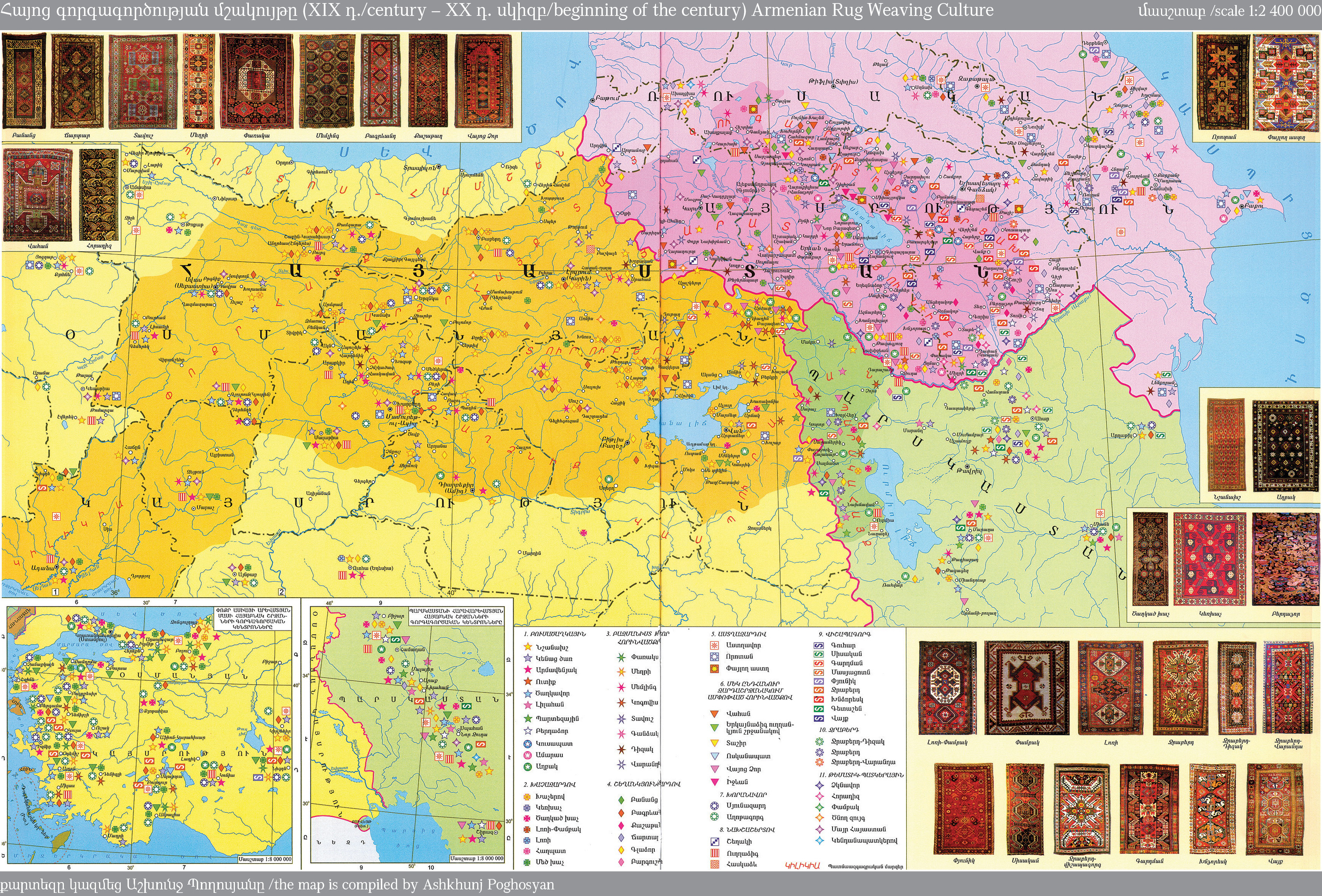
Karta över armenisk mattvävning.
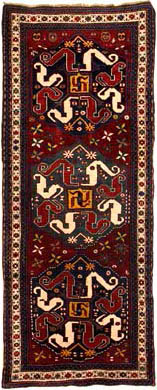
Drakmatta från 1800-talet av Chndzoresk-typ, 120 x 299 centimeter.
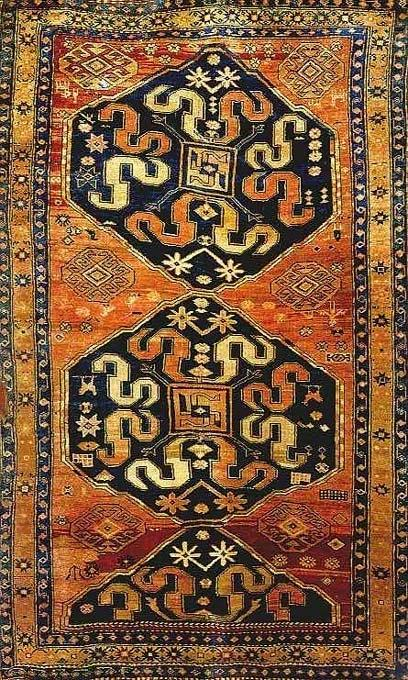
Drakmatta.
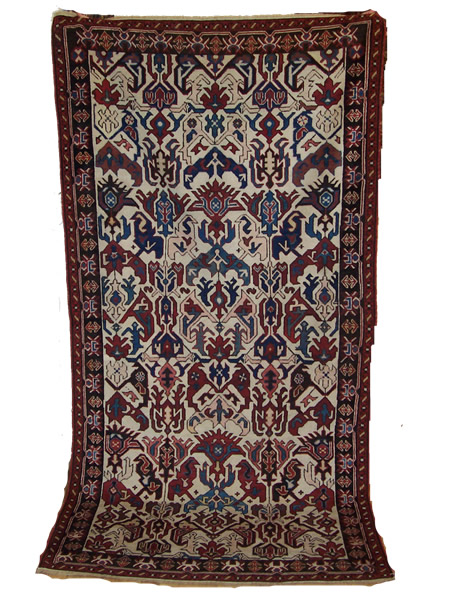
Drakmatta.
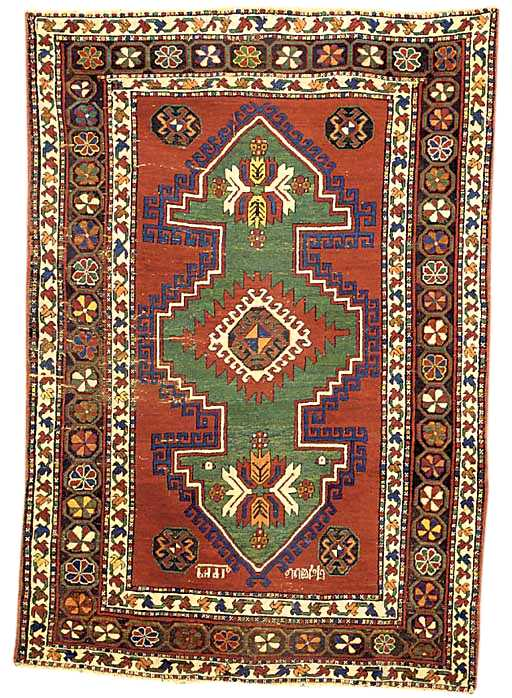
Ghazachmatta.
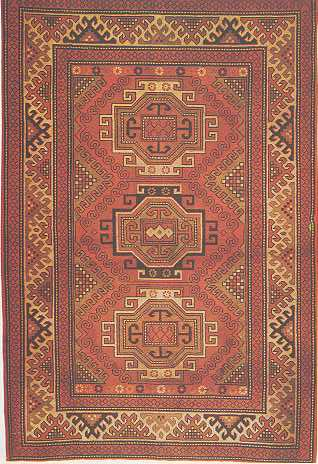
Idzjevaevmatta.
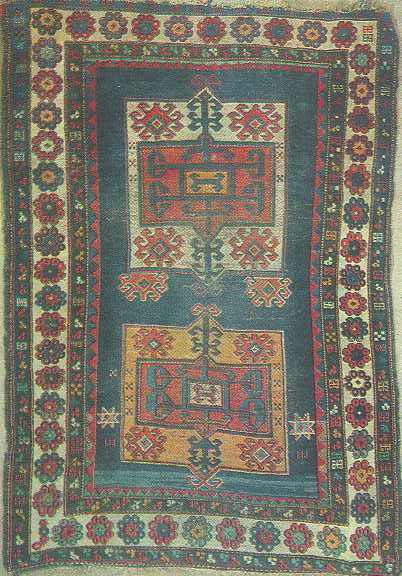
Gandzakmatta från 1800-talet, 95 x 156 centimeter.
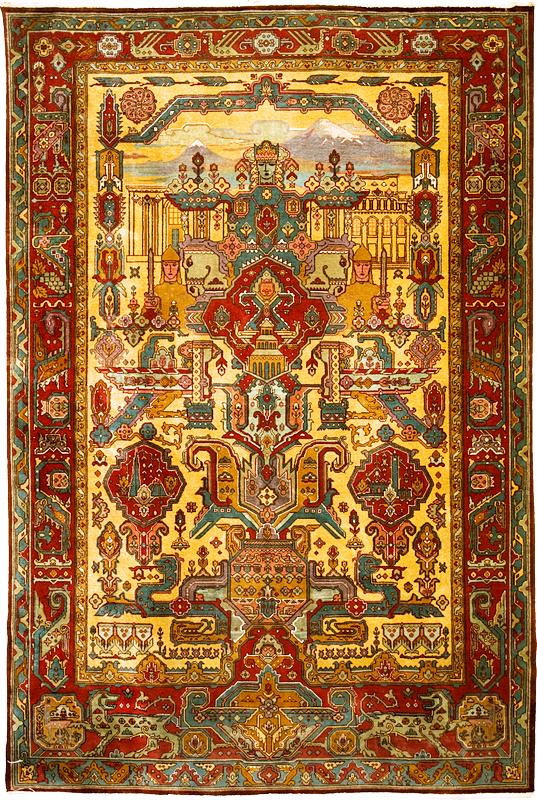
Moder Armenienmatta.